# Топонимия Ирландии

Крупнейшие города Ирландии

Топонимия Ирландии — совокупность географических названий, включающая наименования природных и культурных объектов на территории Ирландии. Структура и состав топонимии страны обусловлены её географическим положением и богатой историей. Изучение топонимов в Ирландии ведётся соответствующим подразделением министерства искусств, наследия и гэлтахтов.

## Название страны
Название Ирландии происходит от имени богини земли Эриу (Ériu + land), статья 4 Конституции Ирландии 1937 года гласит: «название государства — Éire, или, по-английски, Ireland».

## Структура и состав топонимии

### Ирландия

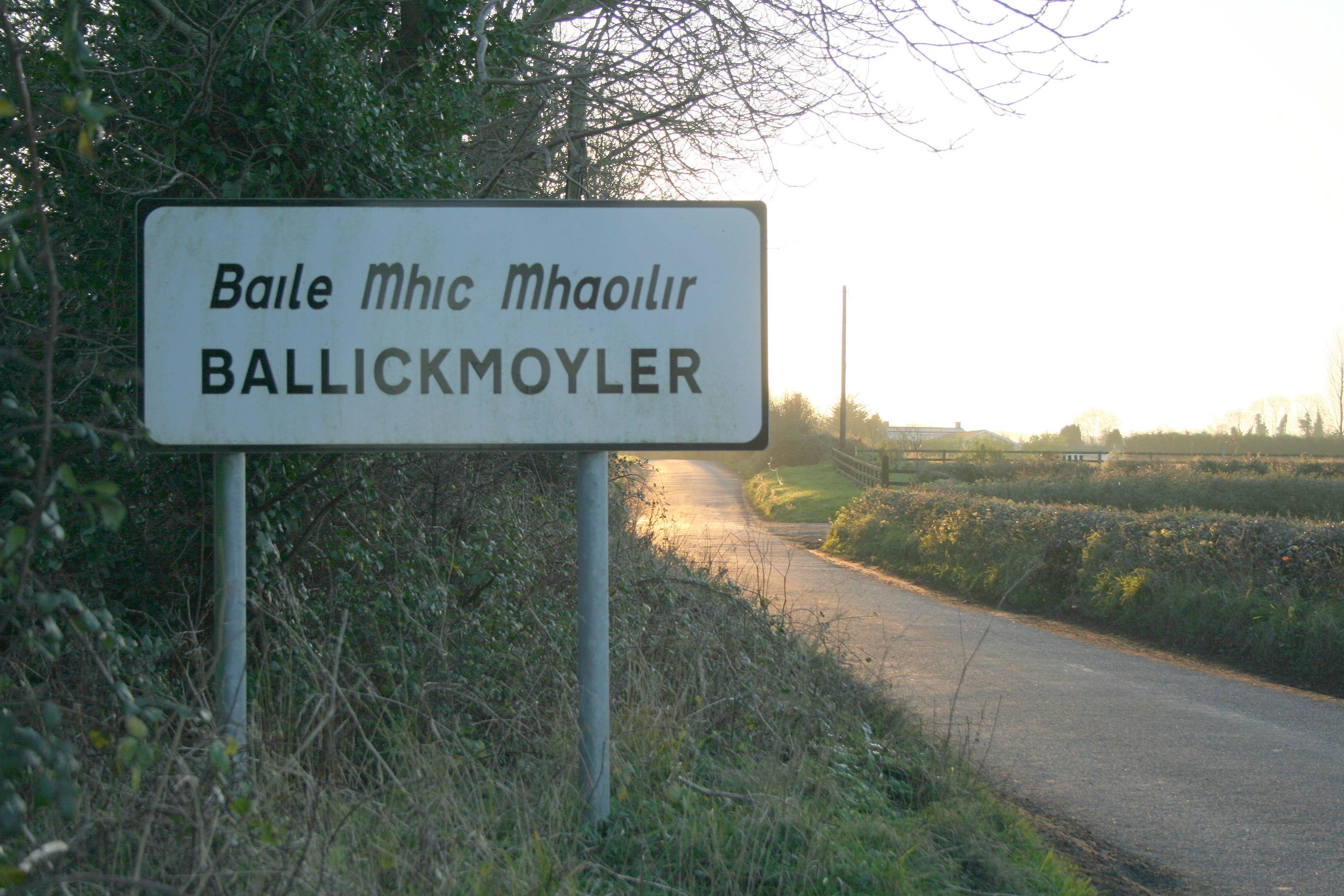
Указатель на двух языках в деревне Балликмойлер, графство Лиишь.

На Британских островах сложилось два топонимических фона — английский (сакский) и кельтский, которые распределены по территории островов в неравномерно. Так, на территории острова Ирландия кельтский фон наиболее мощный. Подавляющее большинство современных топонимов в Ирландии представляет собой англифицированные ирландские названия. Некоторые названия имеют изначально английское происхождение, и небольшое количество топонимов происходит от древнескандинавских и шотландских названий. В некоторых случаях английское или англифицированное название объекта может полностью не совпадать с изначальным ирландским названием. Например, название столицы Ирландии «Дублин» происходит от ирландского dubh linn (что означает «черный пруд», «чёрная заводь»), но его официальное ирландское название Бале-Аха-Клиах (ирл. Baile Átha Cliath), что означает «поселение у брода».
В Республике Ирландия английский и ирландский являются официальными языками, и географические названия на обоих языках имеют одинаковый статус и отображаются на дорожных указателях, за исключением территорий гэлтахта, где английские/англифицированные имена не имеют официального статуса и не отображаются на дорожных указателях.
После возникновения Ирландского свободного государства в 1922 году английские названия некоторых местностей и населённых пунктов были заменены на ранее существовавшие ирландские. В большинстве случаев ирландское название стало единственным официальным (например Kingstown стал именоваться Dún Laoghaire (Дун-Лэаре) на обоих языках). В других случаях прежнее английское название было изменено на другое (например, графство Кингс было переименовано в Оффали, от ирландского Uíbh Fhailí). Большинство переименований были приняты широкой общественностью, но некоторые из них не прижились и в конечном итоге были отменены. Закон о местном самоуправлении 1946 года позволил местным жителям ходатайствовать об изменении наименования своего населённого пункта.
Следующие места в Ирландии были официально переименованы:
- Bagenalstown → Muine Bheag (Мине-Бег, 1932)
- Charleville, County Cork → Ráth Luirc (Ро-Луирк, 1920-е гг.)
- County Donegal (Донегол (графство))→ County Tirconaill (1922)[5] → County Donegal (1927)[6]
- Edgeworthstown → Mostrim (Мяхас-Тримь, 1935)[7]
- Kells, County Meath (Келс (Мит)) → Ceannanus Mór (1929)[8] → Kells (1993)[9]
- King’s County → County Offaly (Оффали (графство), 1922)
- Kingstown → Dún Laoghaire (Дун-Лэаре, 1922)
- Kingwilliamstown → Ballydesmond (Баллидесмонд, 1951)[10]
- Maryborough → Port Laoise (Порт-Лиише, 1929)
- Navan → An Uaimh (Ан-Уавь, 1922)[11] → Navan (1971)[12]
- Newbridge → Droichead Nua (Дрихад-Нуа, 1930-е гг.)
- Newtownbarry → Bunclody (Банклоди, 1950)[13]
- Parsonstown → Birr (Бирр, 1920-е)
- Philipstown → Daingean (Дэнган, 1922)
- Queen’s County → County Laois (Лиишь, 1922)
- Queenstown → Cobh (Ков, 1922)

В соответствии с ирландским Законом об официальных языках 2003 и рекомендацией Топонимической комиссии (ирл. Coimisiún Logainmneacha), был принят Указатель географических названий 2005 года (англ. Placenames (Centres of Population and Districts) Order 2005), содержащий ирландские варианты географических названий и их английские эквиваленты. Указатель включал около 2000 топонимов, при этом многие ирландские названия претерпели изменения с момента обретения независимости, например Bray (Брей) изменился с Brí Chualann на Bré, Naas (Нейс) изменён с Nás na Rí на An Nás, и т. д.

#### Названия провинций
В ирландском языке провинции называются ирл. cúigí, в единственном числе — cúige. Слово cúige первоначально означало «пятый», в значении — «пятая часть Ирландии». Это название объясняется тем, что центральная область древней Ирландии, в которой находилась резиденция Верховных королей Ирландии, была когда-то самостоятельной провинцией — королевством Миде, которая впоследствии вошла в состав Ленстера. В настоящее время Ирландия делится на четыре провинции, названия трёх из них происходят от их древнеирландского названия в сочетании с древнескандинавским staðr (означает «земельный участок, территория, место»):
- Коннахт, название, ранее англифицированное как «Connaught», происходит от династии Коннахта, что означает «потомки Конна». В современном ирландском называется Connachta или Cúige Chonnacht;
- Манстер, происходит от ирландского Mumhan + древнескандинавское staðr, что означает «земля Mумы». В современном ирландском называется Mhumhain или Cúige Mumhan;
- Ленстер, происходит от ирландского Laighin + древнескандинавское staðr, что означает «земля в Лене». В современном ирландском называется Laighin или Cúige Laighean;
- Ольстер, происходит от ирландского Ulaidh + древнескандинавское staðr, что означает «земля в Оле». В современном ирландском называется Ulaidh или Cúige Uladh. По оценке Е. М. Поспелова, до недавнего времени элемент -ster выводили из древнескандинавского staðr «место, земля», сейчас в нём выделяют -s как окончание родительного падежа и -tir — «территория». Исторически Ольстер включал девять графств, из которых в состав Северной Ирландии как части Соединённого Королевства вошли только шесть. Однако на бытовом уровне названия названия «Ольстер» и «Северная Ирландия» часто употребляются как синонимы[16].

#### Названия графств
В ирландском языке графства называются ирл. contaetha, в единственном числе — ирл. contae. Ирландские версии названий графств имеют официальный статус только в Республике Ирландия.
Большинство графств были названы в честь главного города в этом графстве (как правило, административного центра). Некоторые из этих городов, как, например, Лаут, впоследствии утратили статус административного центра. Среди графств, названных по названию нынешнего или бывшего главного города — Антрим, Арма, Каван, Корк, Донегол, Даун, Дублин, Голуэй, Килдэр, Килкенни, Литрим, Лимерик, Лонгфорд, Лаут, Mейо, Монахан, Роскоммон, Слайго, Типперэри, Уотерфорд, Уэксфорд и Уиклоу. Графство Лондондерри названо в честь города Дерри, хотя его административным центром до 1972 года был город Колрейн.
Некоторые графства получили названия из древних ирландских племён (туатов), королей или других исторических личностей:
- Фермана — производное от Fear Manach (означает «человек из Мана»);
- Керри — производное от Ciarraí, которое, в свою очередь, происходит от Ciarraighe, что означает «народ Ciar»;
- Лиишь — производное от UI Laoighis (название туата);
- Мит — производным от Midhe, названия бывшей провинции;
- Оффали — производное от UI Failghe (название туата);
- Тирон — производное от Tír Eoghain (означает «земля Оуэна»);
- Уэстмит — ранее входило в состав графства Мит (до 1543 года), название также происходит от Midhe.

В 1994 году традиционное графство Дублин было упразднено как административная единица и заменено тремя новыми административными округами:
- Дун-Лэаре-Ратдаун, названо в честь города Дун-Лэаре (что означает «крепость Лэара») и бывшего поместья Ратдаун (ирл. Ráth an Dúin, что означает «крепостной вал»);
- Фингал — название происходит от ирландского Fine Gall, что означает «чужое племя» и связано с вторжениями викингов в эту местность;
- Южный Дублин — названо в честь Дублина.

#### Названия улиц и дорог

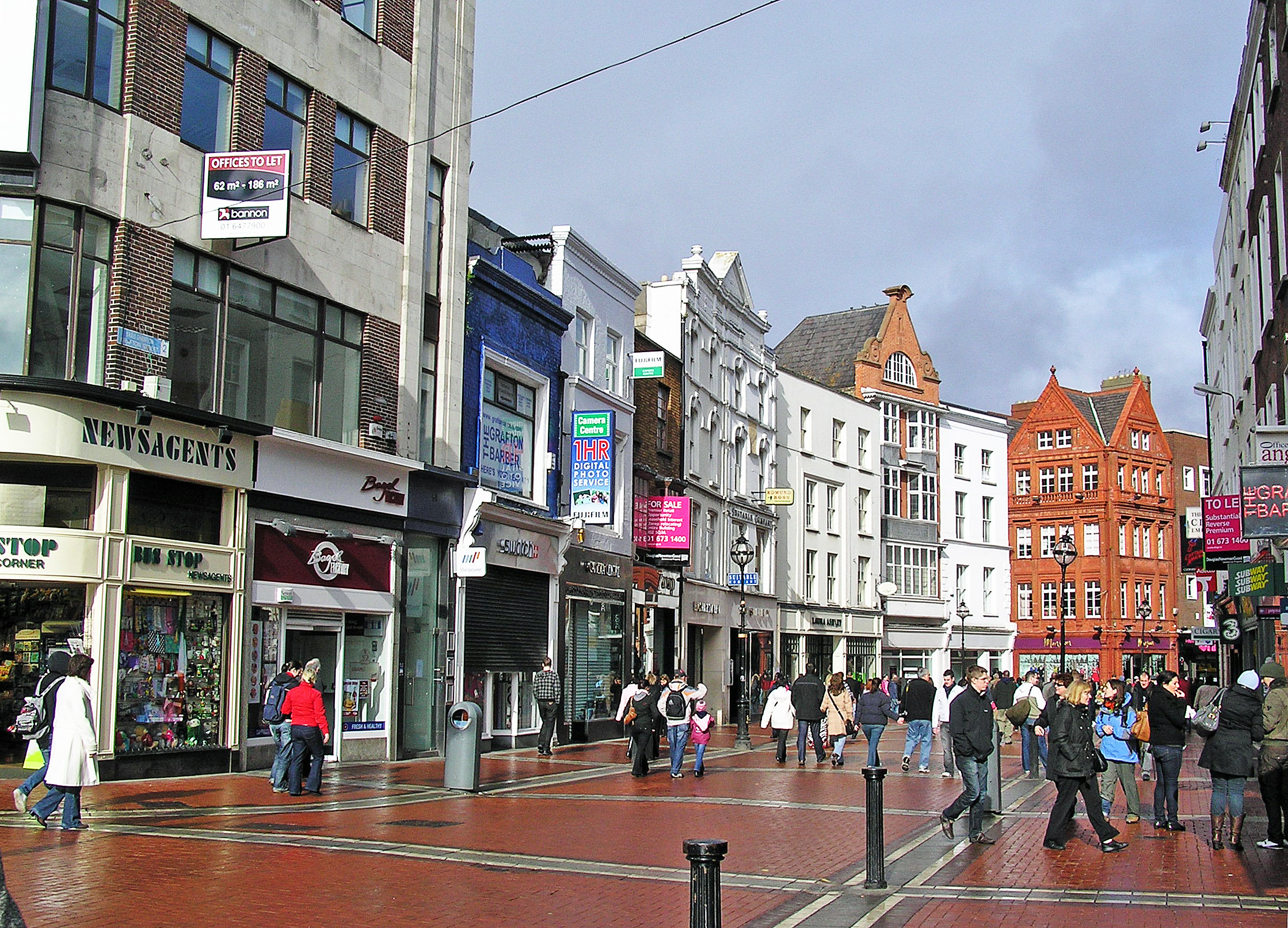
Графтон-стрит в Дублине

Многие годонимы и дромонимы Ирландии получили названия от названий населённых пунктов и местностей. через которые они проходят, многие из них имеют ирландское происхождение. Ряд улиц и дорог получил названия от местных зданий, предприятий, известных личностей и т. д.
В ирландском языке «улица» -sráid, «дорога» — bóthar (что означает «путь коровы»), переулок — lána, проспект — ascaill. Поселения, представляющие собой вытянутую линию (англ. Linear settlement) в ирландском языке называются sráidbhaile («поселение с одной улицей») — это слово было англифицировано как stradbally и дало название ряду населённых пунктов Ирландии.
Происхождение названий некоторых улиц в Дублине:
- О'Коннелл-стрит, ранее называлась Саквилл-стрит, переименована в честь Дэниела О’Коннелла. Её ирландское название — Sraid Uí Chonaill.
- Графтон-стрит — названа в честь семьи графов Графтон, которые владели землей в этом районе. Её ирландское название — Sráid Grafton.
- Пирс-стрит, изначально называлась Мосс-лейн, затем Грейт Брансуик-стрит, после чего переименована в честь ирландских революционеров, братьев Пирс — Патрика и Уильяма, которые родились здесь. Её ирландское название — Sráid an Phiarsaigh.
- Сент-Джеймс-стрит берёт своё название от святого источника, посвященного Святому Джеймсу.

### Северная Ирландия

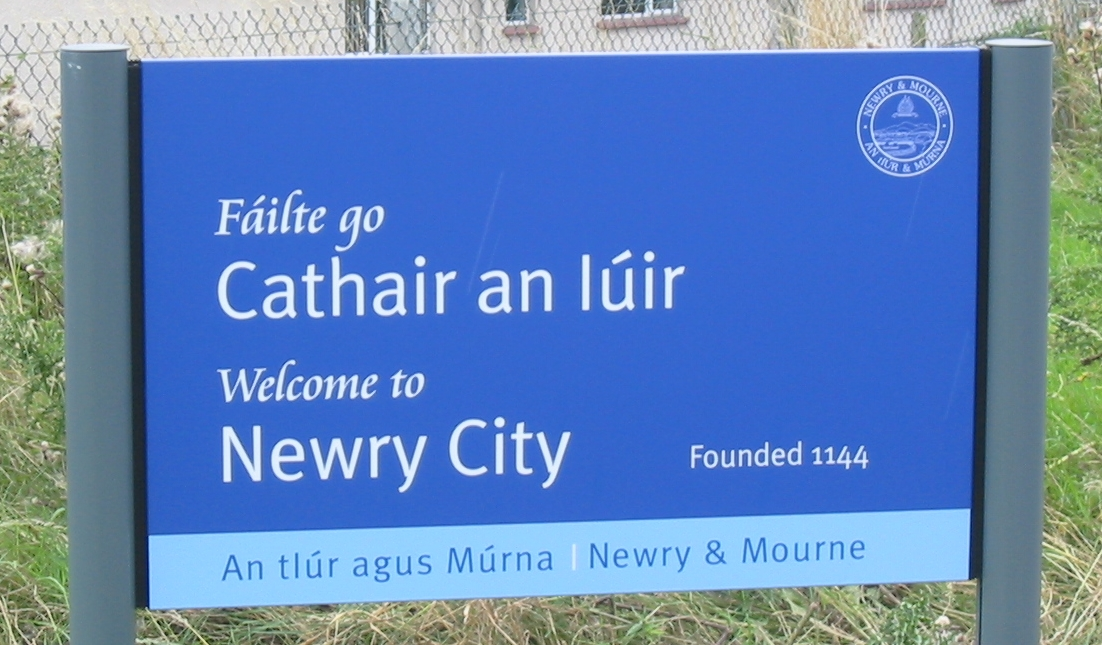
Двуязычный дорожный знак при въезде в город Ньюри, Северная Ирландия.

Северная Ирландия, расположенная в северо-восточной части острова Ирландия, является административно-политической частью Соединённого Королевства Великобритании и Северной Ирландии. Северную Ирландию не следует путать с Ольстером — исторической провинцией Ирландии. В Ольстер входят 9 графств, из которых только 6 входят в состав Северной Ирландии:Фермана, Тирон, Лондондерри, Антрим, Даун и Арма (известны под аббревиатурами FATLAD и FATDAD). После административной реформы 1973 года эти графства не имеют собственных администраций, а разделены на 26 районов со своими органами власти.
В Северной Ирландии установка двуязычных дорожных знаков не носит обязательного характера. В ряде местностей — Фермана, Ома, Арма, Марафелт, Ньюри и Мурн и Кукстаун по решению местных советов установлены двуязычные дорожные указатели. Дорожные знаки могут быть продублированы на ирландском языке по просьбе местных жителей, при условии наличия достаточной поддержки.
Происхождение названий некоторых улиц и дорог в Белфасте:
- Антрим-роуд (англ. Antrim Road), берёт своё название от города Антрим;
- Баллимёрфи-роуд (англ. Ballymurphy Road), получила своё название от названия населённого пункта Баллимёрфи, которое является производным от ирландского ирл. Baile O Muircháin, что означает «усадьба О’Мерфи»[21];
- Крамлин-роуд (англ. Crumlin Road) берет своё название от посёлка Крамлин;
- Площадь Донегол (англ. Donegall Square) и Донегол-пасс (англ. Donegall Pass, ныне — Ормо-роуд), названы в честь лорда Донегола;
- Фоллс-роуд (англ. Falls Road ) изначально называлась «Паунд», своё нынешнее название получила от древнеирландского названия Tuath-na-bhfal, что означает «район водопада» или «живые изгороди»;
- Геркулес-стрит (англ. Hercules Street), была названа в честь сэра Геркулеса Лэнгфорда;
- Маунтпоттинджер (англ. Mountpottinger) и Поттинджерс-лейн (англ. Pottinger's Lane) названы в честь семьи Поттинджер;
- Мастард-стрит (англ. Mustard Street, буквально — «Горчичная улица») названа в честь производства горчицы;
- Олд-фордж (англ. Old Forge) и Нью-фордж (англ. New Forge) получили названия от кузниц для выплавки чугуна;
- Шенкилл-роуд (англ. Shankill Road) получила своё название от ирландского названия ирл. Seanchille, что означает «старая церковь», которое является также названием местного прихода.

## Топонимическая политика
Вопросами топонимической политики в Ирландии занимается созданная в 1947 году Комиссия по географическим названиям при Министерстве искусств, наследия и гэлтахтов Ирландии.